# Landquart (Szwajcaria)
Landquart – miejscowość i gmina w Szwajcarii, w kantonie Gryzonia, siedziba administracyjna regionu Landquart. Leży nad Renem. Powstała 1 stycznia 2012 z połączenia gmin Igis i Mastrils. Pod względem liczby mieszkańców jest największą gminą regionu.

## Demografia
W Landquart mieszkają 9153 osoby. W 2020 roku 21,4% populacji gminy stanowiły osoby urodzone poza Szwajcarią. 

## Transport
Przez teren gminy przebiegają autostrada A13 oraz drogi główne nr 3, nr 13, nr 28.